# NGC 1008
NGC 1008 est une galaxie elliptique située dans la constellation de la Baleine. NGC 1008 a été découverte par l'astronome allemand Albert Marth en 1865.

## Caractéristiques
Sa vitesse par rapport au fond diffus cosmologique est de 6 303 ± 28 km/s, ce qui correspond à une distance de Hubble de 93,0 ± 6,5 Mpc (∼303 millions d'al).